# Balatonmáriafürdő
Balatonmáriafürdő é um município da Hungria, situado no condado de Somogy. Tem 26,77 km² de área e sua população em 2019 foi estimada em 700 habitantes.